# Lista över stora grabbar i ishockey
Detta är en lista över idrottsmän som fått utmärkelsen Stora Grabbars Märke i ishockey.
Efter varje spelares namn anges den klubb denne representerade vid tiden för den senaste landskampen.

## Stora grabbar i ishockey
1. Nils "Molle" Molander, Berliner SC
2. Einar "Stor-Klas" Svensson, IK Göta
3. Einar "Knatten" Lundell, IK Göta
4. Erik ”Jerka” Burman, IK Göta
5. Georg "Fransman" Johansson-Brandius, IK Göta
6. Wilhelm "Wille" Arwe, Djurgårdens IF
7. Birger "Bigge" Holmqvist, IK Göta
8. Gustaf ”Lulle” Johansson, IK Göta
9. Carl "Calle Aber" Abrahamsson, Södertälje SK
10. Sigfrid "Sigge" Öberg, Hammarby IF
11. Erik "Burret" Larsson, Hammarby IF
12. Wilhelm "Mulle" Petersén, AIK
13. Herman Carlson, AIK
14. Bertil "Berra" Lundell, Hammarby IF
15. Sven "Svenne Berka" Bergqvist, Hammarby IF
16. Albin Jansson, Järva IS
17. Kurt "Suggan" Sucksdorff, IK Göta
18. Erik Lindgren, Djurgårdens IF
19. Yngve Liljeberg, IK Göta
20. Torsten Jöhncke, IK Göta
21. Åke "Sparven" Ericson, IK Göta
22. Stig Emanuel "Stickan" Andersson, Hammarby IF
23. Kurt Svanberg, AIK
24. Åke "Plutten" Andersson, Hammarby IF
25. Folke "Masen" Jansson, Södertälje SK
26. Arne "Brand-Johan" Johansson, Södertälje SK
27. Olle Andersson, IK Hermes
28. Holger Nurmela, Hammarby IF
29. Rune Johansson, Hammarby IF
30. Sven Thunman, Södertälje SK
31. Erik "Epa" Johansson, Södertälje SK
32. Gösta "Lill-Lulle" Johansson, Djurgårdens IF
33. Stig "Stickan" Carlsson, Södertälje SK
34. Hans "Stöveln" Öberg, Gävle GIK
35. Lasse Björn, Djurgårdens IF
36. Sven Tumba, Djurgårdens IF
37. Thord Flodqvist, Södertälje SK
38. Sigurd "Sigge" Bröms, Leksands IF
39. Göte "Vicke Hallon" Blomqvist, Södertälje SK
40. Hans Isaksson, Gävle GK
41. Åke Lassas, Leksands IF
42. Rolf "Mackan" Pettersson, Hammarby IF
43. Lars Svensson, UoIF Matteuspojkarna
44. Hans Tvilling, Djurgårdens IF
45. Stig Tvilling, Djurgårdens IF
46. Göte Almqvist, Skellefteå AIK
47. Lars-Eric Lundvall, Västra Frölunda IF
48. Vilgot Larsson, Leksands IF
49. Nils "Dubbel-Nisse" Nilsson, Leksands IF
50. Ronald "Sura-Pelle" Pettersson, Västra Frölunda IF
51. Hans Svedberg, Skellefteå AIK
52. Roland Stoltz, Djurgårdens IF
53. Eje Lindström, Wifsta/Östrands IF
54. Anders "Akka" Andersson, Skellefteå AIK
55. Gert Blomé, Västra Frölunda IF
56. Bertil "Masen" Karlsson, Strömsbro IF
57. Eilert ”Garvis”  Määttä, Södertälje SK
58. Bert-Ola Nordlander, AIK
59. Ulf Sterner, Färjestads BK
60. Kjell Svensson, Södertälje SK
61. Carl-Göran Öberg, Djurgårdens IF
62. Uno "Garvis" Öhrlund, Västerås IK
63. Hans "Tjalle" Mild, Djurgårdens IF
64. Lennart "Klimpen" Häggroth, Skellefteå AIK
65. Nils "Nicke" Johansson, MoDo AIK
66. Leif "Honken" Holmqvist, AIK
67. Björn Palmqvist, Djurgårdens IF
68. Folke "Totte" Bengtsson, Leksands IF
69. Lars-Göran Nilsson, Brynäs IF
70. Tord Lundström, Brynäs IF
71. Lennart "Lill-Strimma" Svedberg, Timrå IK
72. Arne Carlsson, Södertälje SK
73. Leif "Blixten" Henriksson, Västra Frölunda IF
74. Håkan Wickberg, Brynäs IF
75. Lars-Erik "Taxen" Sjöberg, Västra Frölunda IF
76. Hans "Virus" Lindberg, Brynäs IF
77. Stefan "Lill-Prosten" Karlsson, Brynäs IF
78. Stig-Göran "Stisse" Johansson, Södertälje SK
79. Kjell-Rune Milton, MoDo AIK
80. Thommy Abrahamsson, Leksands IF
81. Håkan Nygren, MoDo AIK
82. Rolf "Tjoffe" Eriksson-Hemlin, Södertälje SK
83. Inge Hammarström, Brynäs IF
84. Christer Abrahamsson, Leksands IF
85. Anders Hedberg, New York Rangers
86. Karl-Johan Sundqvist, Färjestads BK
87. Björn "Böna" Johansson, Södertälje SK
88. Mats Åhlberg, Leksands IF
89. Dan Söderström, Leksands IF
90. William Löfqvist, Brynäs IF
91. Håkan Pettersson, Timrå IK
92. Stig Östling, Brynäs IF
93. Dan Labraaten, Leksands IF
94. Per-Olov Brasar, Leksands IF
95. Lars Pettersson, Västerås SK
96. Per-Olov Härdin, Strömsbro IF
97. Mats Waltin, HC Lugano
98. Göran Högosta, Västra Frölunda IF
99. Stig Salming, Brynäs IF
100. Hans Jax, Leksands IF
101. Ulf Weinstock, Leksands IF
102. Roland Eriksson, Leksands IF
103. Lars-Erik Ericsson, AIK
104. Lars-Gunnar "Krobbe" Lundberg, Örebro IK
105. Martin Karlsson, Skellefteå AIK
106. Leif Holmgren, AIK
107. Bengt Lundholm, Winnipeg Jets
108. Lennart Norberg, IF Björklöven
109. Mats Näslund, Malmö IF
110. Tomas Jonsson, Leksands IF
111. Ulf "Lill-Pröjsarn" Nilsson, New York Rangers
112. Börje Salming, Toronto Maple Leafs
113. Göran Lindblom, Skellefteå AIK
114. Tommy Samuelsson, Färjestads BK
115. Thomas Eriksson, Djurgårdens IF
116. Ulf Isaksson, AIK
117. Lars Molin, MODO Hockey
118. Göte Wälitalo, IF Björklöven
119. Peter "Pekka" Lindmark, Färjestads BK
120. Patrik Sundström, Vancouver Canucks
121. Mats "Mördaren" Thelin, Boston Bruins
122. Bo Ericson, Södertälje SK
123. Anders Eldebrink, EHC Kloten
124. Thomas Rundqvist, EHC Feldkirch 2000
125. Håkan Södergren, Djurgårdens IF
126. Thom Eklund, Södertälje SK
127. Per-Erik Eklund, Philadelphia Flyers
128. Thomas Steen, Winnipeg Jets
129. Michael Hjälm, MODO Hockey
130. Bengt-Åke Gustafsson, EHC Feldkirch 2000
131. Tommy Mörth, Djurgårdens IF
132. Peter Andersson, IF Björklöven
133. Peter Sundström, Washington Capitals
134. Håkan Loob, Färjestads BK
135. Åke Lilljebjörn, AIK
136. Tommy Albelin, New Jersey Devils
137. Jonas Bergqvist, Leksands IF
138. Mats Kihlström, Södertälje SK
139. Lars-Gunnar Pettersson, Luleå HF
140. Matti Pauna, IF Björklöven
141. Anders "Masken" Carlsson, Leksands IF
142. Mikael Andersson, Västra Frölunda HC
143. Lars Karlsson, IF Björklöven
144. Tomas Sandström, Malmö IF
145. Kent Nilsson, EHC Kloten
146. Rolf Ridderwall, AIK
147. Peter Åslin, HV71
148. Magnus Svensson, Leksands IF
149. Mikael Johansson, Djurgårdens IF
150. Patrik Erickson, Djurgårdens IF
151. Fredrik Stillman, HV71
152. Anders Huss, Brynäs IF
153. Kenneth Kennholt, Djurgårdens IF
154. Johan Garpenlöv, San Jose Sharks
155. Charles "Challe" Berglund, Djurgårdens IF
156. Jörgen Jönsson, Färjestads BK
157. Michael "Nyllet" Nylander, New York Rangers
158. Tommy Salo, MODO Hockey
159. Mats Sundin, Toronto Maple Leafs
160. Daniel Alfredsson, Ottawa Senators
161. Ronnie Sundin, Frölunda HC
162. Henrik Zetterberg, Detroit Red Wings
163. Kenny Jönsson, Rögle BK
164. Stefan Liv, HV71
165. Peter Forsberg, MODO Hockey
166. Joel Lundqvist, Frölunda HC